# Orlagh Cassidy
Orlagh Cassidy (Washington D.C., 17 augustus 1968) is een Amerikaanse actrice.
Cassidy is vooral bekend van haar rol als Doris Wolfe in de televisieserie Guiding Light, waarin zij in 161 afleveringen speelde (2000-2009).

## Biografie
Cassidy heeft gestudeerd aan de Staatsuniversiteit van New York. Zij is getrouwd en heeft hieruit twee kinderen.

## Filmografie

### Films
Uitgezonderd korte films.
- 2022 Master - als communicatiedirectrice
- 2020 Love-40 - als mrs. Stephan
- 2020 Shirley - als Caroline
- 2019 Catching Up - als Connie Dobbs
- 2018 Beach House - als Catherine
- 2014 The Sisterhood of Night – als Linda
- 2014 Still Alice - als dokter
- 2014 St. Vincent - als spreektherapeute
- 2011 Young Adult – als gaste op feest
- 2009 Motherhood – als moeder
- 2008 Calling It Quits – als Marcy
- 2008 Definitely, Maybe – als verpleegster
- 2008 Spinning Into Butter – als CNN verslaggeefster
- 2005 The Great New Wonderful – als flirtende vrouw
- 2004 The Pornographer: A Love Story – als Gail
- 2001 Passing Stones – als Sheila

### Televisieseries
Uitgezonderd eenmalige gastrollen.
- 2019 Venice the Series - als Holland - 8 afl.
- 2018 Madam Secretary - als Regina Boroumand - 2 afl.
- 2017 The Sinner - als Elsa Belmont - 3 afl.
- 2017 Homeland - als Rachel Crofts - 2 afl.
- 2013 Desperate Measures - als verteller - 3 afl.
- 2011 Mildred Pierce – als vrouw 1 – 2 afl.
- 2000 – 2009 Guiding Light – als Doris Wolfe – 161 afl.
- 2009 Empire – als Colleen Lively - ? afl.
- 1993 Ghostwriter – als politieagente Cole – 2 afl.
- 1992 – 1993 Another World – als Sloane Wallace - 2 afl.

## Theaterwerk opBroadway
- 2009 - 2010 God of Carnage - als Annette / Veronica (understudy)
- 1996 – 1997 Present Laughter – als Daphne Stillington / Monica Reed / Liz Essendine / Joanna Lyppiatt (understudy)
- 1995 Garden District – als Catherine Holly (understudy)
- 1991 Our Country's Good – als Eerwaarde Johnson / Luitenant George Johnston / Luitenant Will Dawes / Luitenant William Faddy / Mary Brenham / Dabby Bryant / Duckling Smith / Liz Morden / Meg Long (understudy)

- International Standard Name Identifier: 0000 0000 4078 7435
- Library of Congress Control Number: n2006089741
- MusicBrainz: 5c641235-4f83-4690-af15-5ead9c777127
- Nationale Bibliotheek van Israël: 987007401149905171
- Nederlandse Thesaurus van Auteursnamen: 313877262
- Système universitaire de documentation: 191574066
- Virtual International Authority File: 33892908
- WorldCat: E39PBJpPFCQbPp9g3vhtcffTHC